# جيمس ميرسير (محامي أمريكي)
جيمس ميرسير (بالإنجليزية: James Mercer)‏ هو قاضي ومحامي أمريكي، ولد في 26 فبراير 1736 في مقاطعة ستافورد في الولايات المتحدة، وتوفي في 31 أكتوبر 1793 في ريتشموند في الولايات المتحدة.